# 삼성 갤럭시 탭 4 10.1
삼성 갤럭시 탭 4 10.1(Samsung GALAXY Tab 4 10.1)는 삼성전자가 제조/판매하는 안드로이드 태블릿 컴퓨터로, 갤럭시 탭 3 10.1의 후속 제품이다.
2014년 4월 1일에 발표하여, 2014년 5월 1일 출시하였다.

## 연혁
- 2014년 4월 1일: 제품 공개[3]
- 2014년 5월 1일: 제품 출시

## 색상
- 블랙
- 화이트

## 운영 체제/소프트웨어

### 안드로이드 4.4 킷캣
안드로이드 OS 4.4.2 킷캣을 탑재하여 출시했다.

### 안드로이드 5.0.2 롤리팝
2015년 5월 8일 WiFi 모델인 SM-T530 갤럭시 탭 4 10.1의
롤리팝 업그레이드가 스페인에서 시작되었다.
국내는 업그레이드가 되지 않았다.
그러나 오딘을 사용하면 업데이트가 가능하다.

## 같이 보기
- 삼성 갤럭시 탭 3 라이트
- 삼성 갤럭시 탭 4 7.0
- 삼성 갤럭시 탭 4 8.0